# Xiphinema radicicola
Xiphinema radicicola är en rundmaskart som beskrevs av T. Goodey 1936. Xiphinema radicicola ingår i släktet Xiphinema och familjen Longidoridae. Inga underarter finns listade i Catalogue of Life.